# Ramona (1980)
Ramona ist ein Kurzspielfilm von Sibylle Schönemann von 1980.

## Inhalt
Die 17-jährige Ramona trampt in ein Dorf in der Prignitz nördlich von Berlin und stellt sich dem verdutzten Bäcker als dessen Tochter vor. Sie ist bei ihrer Großmutter aufgewachsen und hat danach in einem Kinderheim gelebt. Dieser erinnert sich an eine attraktive Erntehelferin im fraglichen Jahr, ist sich aber nicht sicher, ob er wirklich der Vater ist. Er telefoniert deshalb  beim Abschnittsbevollmächtigten (ABV) mit einer Stelle in Neuruppin, die Vaterschaftstests macht, und mit dem Kinderheim, in dem Ramona vorher gelebt hat.
Diese sieht ihm nicht besonders ähnlich, und auch andere Männer im Dorf erinnern sich nun an  die damalige Erntehelferin.
Ramona geht zum Jugendtanz im Dorf. Auf dem Rückweg trifft sie wieder ihren mutmaßlichen Vater und erzählt ihm von ihrer Schwangerschaft, die sie aber unterbrechen lassen möchte …

## Hintergründe
Ramona war der Diplomfilm von Sibylle Schönemann an der Filmhochschule Babelsberg. Die Bearbeitung einer Erzählung von Joachim Nowotny war zuvor als Vorlage abgelehnt worden, deshalb musste sie sich ein neues Thema suchen. In dem Film spielt die selbstbewusste junge Ramona Hallmann mit den Theaterschauspielern Jürgen Gosch und Michael Gwisdek und der Filmschauspielerin Heidemarie Schneider. Dieses Zusammenspiel von Laien- und Berufsschauspielern an Außenschauplätzen mit viel Improvisation und teilweise Handkameraaufnahmen orientierte sich am Independent-Filmstil von John Cassavetes, der in der DDR aber kaum bekannt war.
Der Film wurde am 26. Oktober 1980 im DDR-Fernsehen, für das er eigentlich produziert worden war, einmal gezeigt. Danach wurde auf weitere Ausstrahlungen verzichtet, vor allem wegen der unkonventionellen Gestaltung des Abschnittsbevollmächtigten.
Neuaufführungen gab es 2004 beim Filmfestival in Cottbus, 2016 im Filmmuseum Potsdam, 2020 beim Kurzfilmfestival in Dresden und 2023 bei einer DDR-Filmreihe auf dem Studierendencampus in Frankfurt am Main.